# Polinomi di Gegenbauer
In matematica i polinomi di Gegenbauer, chiamati anche polinomi ultrasferici, costituiscono una famiglia di successioni di polinomi ortogonali. Essi traggono il loro nome dal matematico austriaco Leopold Gegenbauer (1849-1903). Essi si possono definire come particolari serie ipergeometriche in casi nei quali tali serie si riducono a somme finite:
{\displaystyle C_{n}^{(\alpha )}(z):={\frac {(2\alpha )^{\overline {n}}}{n!}}\,_{2}F_{1}\left(-n,2\alpha +n;\alpha +{\frac {1}{2}};{\frac {1-z}{2}}\right)}
dove {\displaystyle {\overline {n}}} denota il fattoriale crescente. (Vedi Abramowitz & Stegun p. 561)